# Vattungen, Karleby
Vattungen är en ö i Finland.   Den ligger i den ekonomiska regionen  Karleby ekonomiska region  och landskapet Mellersta Österbotten, i den centrala delen av landet, 400 km norr om huvudstaden Helsingfors. Arean är 0,19 kvadratkilometer.
Terrängen på Vattungen är mycket platt. Den sträcker sig 0,8 kilometer i nord-sydlig riktning, och 0,4 kilometer i öst-västlig riktning.  I omgivningarna runt Vattungen växer i huvudsak blandskog.